# 두리틀 (프로그래밍 언어)
두리틀(Dolittle, ドリトル 도리토루[*])은 2000년 일본 히토츠바시 대학 가네무네 스스무(兼宗進) 교수와 츠쿠바 대학 구노 야스시(久野靖) 교수가 만든 교육용 프로그래밍 언어이다.

LOGO의 거북이 그래픽을 도입하였고 객체지향적인 특징도 가지고 있다.
한글판은 대한민국 고려대학교 이원규 교수가 만들었다.

## 개요
두리틀은 일본어 어순을 따르므로 모국어의 어순이 일본어 어순과 비슷한 대한민국의 교육현장에 적용하기에 알맞다. 또한 두리틀은 자국어를 지원할 뿐 아니라 한국어로 프로그래밍을 할 수 있으며 텍스트기반으로 소스코딩을 기술한다. 또한 객체지향적 언어로 객체를 활용하여 단기간 학습을 통해 프로그래밍을 완성하는데 효율적인 프로그래밍 언어이다.

## 예제 프로그램
```
 かめ太＝タートル！作る。
 カメ＝タートル！　作る。
 時計＝タイマー！　作る　0.1秒　間隔　500回　回数。 時計！　「かめ太！　１０　歩く」　実行。
 左＝ボタン！”左”作る。 左：動作＝「かめ太！　２０　左回り」。
 右＝ボタン！”右”作る。 右：動作＝「かめ太！　10　右回り」。
```

## 참조
1. ↑  《두리틀로 배우는 프로그래밍》. 2006, 휴먼사이언스. ISBN 9788993712032.
2. ↑  〈객체지향형 교육용 프로그래밍 언어 '두리틀(Dolittle)'의 수학 교육 활용 방안〉. 김경미. 2004.